# 飲酒運転根絶条例
飲酒運転根絶条例（いんしゅうんてんこんぜつじょうれい）とは、飲酒運転の根絶を目的として日本の地方自治体が制定している条例。

## 詳細
自治体、住民、事業者、飲食店営業者、駐車場所有者に対して、それぞれの立場で飲酒運転をしない・させないための責務が課せられている。また、公安委員会は市町村や事業所、事業所団体に対して、飲酒運転による交通事故発生状況や飲酒運転者の数の情報を通報することを規定している。
2006年8月に福岡海の中道大橋飲酒運転事故が起こったことをきっかけに、飲酒運転をさせない環境を作るために、大分県が自治体で初めて2007年7月に制定・施行した。千葉県は地元で起きた八街児童5人死傷事故（2021年6月）を受けて同年12月に制定した。
『毎日新聞』の調査によると、47都道府県のうち2022年6月時点で10道県が施行済みであるほか、4府県（茨城県、愛知県、京都府、徳島県）は交通安全条例に飲酒運転に関する規定を盛り込んでいる。
2012年2月に福岡県でアルコール依存症の診断を受けることを義務づけ、従わなければ過料を科す等の全国初の罰則付きの条例が制定され、同年9月に罰則規定が施行された。

## 都道府県別の条例
| 都道府県 | 条例名                                         |
| -------- | ---------------------------------------------- |
| 北海道   | 北海道飲酒運転の根絶に関する条例               |
| 山形県   | 山形県飲酒運転をしない、させない、許さない条例 |
| 宮城県   | 宮城県飲酒運転根絶に関する条例                 |
| 千葉県   | 千葉県飲酒運転の根絶を実現するための条例       |
| 石川県   | 石川県飲酒運転の根絶に関する条例               |
| 三重県   | 三重県飲酒運転０（ゼロ）をめざす条例           |
| 和歌山県 | 和歌山県飲酒運転の根絶に関する条例             |
| 岡山県   | 岡山県飲酒運転を許さない社会環境づくり条例     |
| 福岡県   | 飲酒運転撲滅条例                               |
| 大分県   | 大分県飲酒運転根絶に関する条例                 |
| 沖縄県   | 沖縄県飲酒運転根絶条例                         |